# Le nozze di Figaro
Le nozze di Figaro, zu deutsch Die Hochzeit des Figaro oder Figaros Hochzeit, ist eine Opera buffa in vier Akten von Wolfgang Amadeus Mozart (KV 492). Das italienische Libretto stammt von Lorenzo Da Ponte und basiert auf der Komödie La Folle Journée ou le Mariage de Figaro (Der tolle Tag oder Die Hochzeit des Figaro) von Pierre Augustin Caron de Beaumarchais aus dem Jahr 1778. Die Uraufführung durch die Wiener Hofoper fand am 1. Mai 1786 im Burgtheater am Michaelerplatz statt.

## Handlung
Die Oper spielt in der Entstehungszeit um 1780 am Schloss des Grafen Almaviva in Aguasfrescas in der Nähe von Sevilla. Die Handlung ist die Fortsetzung von Beaumarchais’ Theaterstück Le barbier de Séville (Der Barbier von Sevilla) von 1775, dessen Opernfassung Il barbiere di Siviglia von Giovanni Paisiello bereits seit 1783 an der Wiener Hofoper gespielt wurde.:306  Rosina war im Barbiere di Siviglia Waise und in den Grafen Almaviva verliebt. Nun ist sie als Gräfin Almaviva mit ihm verheiratet. Der einstige Barbier Figaro hat eine Stellung als Kammerdiener des Grafen angetreten. Er ist mit Susanna, der Kammerzofe der Gräfin, verlobt. Graf Almaviva bedauert, das Ius primae noctis voreilig aufgegeben zu haben und bemüht sich um die Liebe von Susanna. Als er seinen liebestollen Pagen Cherubino bei ihr entdeckt, versucht er ihn loszuwerden, indem er ihn mithilfe eines Offizierspatentes in die Armee versetzt. Auch der Arzt Bartolo und seine Haushälterin Marcellina versuchen, die Hochzeit zu verhindern. Marcellina hat selbst Ansprüche auf Figaro, und Bartolo hat ihm nicht verziehen, dass er einst seine eigenen Pläne mit Rosina hintertrieben hatte. Zu Beginn der Oper trifft Figaro die Vorbereitungen für seine Hochzeit mit Susanna.
Die Szenenaufteilung der folgenden Inhaltsangabe basiert auf den Angaben im Libretto der Uraufführung. Die Einteilung im Partitur-Autograph und der Neuen Mozart-Ausgabe weicht davon ab.

### Erster Akt
Ein nicht vollständig möbliertes Zimmer mit einem Sessel in der Mitte
Szene 1–2. Figaro misst den Raum, den er nach der Hochzeit mit seiner Braut Susanna bewohnen will, um die Möbel zu stellen. Susanna probiert vor dem Spiegel einen Hut an (Nr. 1. Duettino Figaro/Susanna: „Cinque… dieci… venti… trenta…“). Figaro hält es für einen Vorteil, dass das Zimmer neben den gräflichen Gemächern liegt (Nr. 2. Duettino Figaro/Susanna: „Se a caso madama“). Susanna klärt ihn darüber auf, dass Graf Almaviva ihr gegenüber seine eigenen Pläne verfolgen könnte, das heißt, an ihr interessiert ist. Es könne sein, dass er dem Brautpaar deshalb gerade diesen Raum angewiesen hat. Figaro ist sich nun sicher, dass Graf Almaviva an seiner Verlobten interessiert ist. Er will die Absichten des adeligen Verführers vereiteln (Nr. 3. Cavatine Figaros: „Se vuol ballare Signor Contino“).
Szene 3–4. Dr. Bartolo, Arzt aus Sevilla, tritt mit der Haushälterin Marcellina auf. Figaro hatte sich von Marcellina Geld geliehen und ihr die Ehe versprochen, falls er es nicht zurückzahlen sollte. Das ist nun der Fall. Bartolo soll die Klage gegen Figaro vorbringen, um dessen Hochzeit mit Susanna zu hintertreiben. Er tut dies gerne, da er Figaro seine Rolle bei der Hochzeit des Grafen mit Rosina noch nicht verziehen hat (Nr. 4. Arie Bartolos: „La vendetta, oh, la vendetta!“). Susanna nähert sich und gerät in Streit mit ihrer Rivalin Marcellina, die wütend abgeht (Nr. 5. Duettino Marcellina/Susanna: „Via resti servita, Madama brillante“).

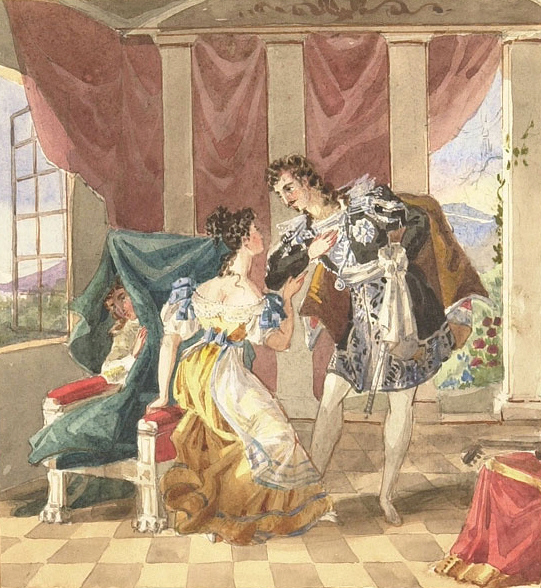
Cherubino versteckt sich auf Susannas Sessel

Szene 5–8. Der Page Cherubino wurde vom Grafen entlassen, weil er bei einem Stelldichein mit der Gärtnertochter Barbarina ertappt wurde. Er will das Schloss aber nicht verlassen und bittet daher Susanna um Fürsprache beim Grafen. Besonders vermissen würde er die Mädchen (Nr. 6. Arie Cherubinos: „Non so più cosa son, cosa faccio“). Als der Graf erscheint, versteckt sich Cherubino. Der Graf macht Susanna den Hof. Kurz darauf kommt auch Basilio, der Musikmeister der Gräfin, und der Graf sucht ebenfalls nach einem Versteck. In dem Durcheinander springt Cherubino auf den Sessel und verbirgt sich unter einem Kleid Susannas. Basilio beschwert sich bei ihr über das unziemliche Verhalten des Pagen der Gräfin gegenüber. Der Graf kommt aus seinem Versteck, um Näheres zu erfahren (Nr. 7. Terzett Graf/Basilio/Susanna: „Cosa sento! Tosto andate“). Wenig später entdeckt er Cherubino unter Susannas Kleid. Der Page wird nur durch einen Huldigungsauftritt der Landleute vor einer Bestrafung durch den eifersüchtigen Schlossherrn bewahrt (Nr. 8. [und Nr. 9.] Chor: „Giovani liete, fiori spargete“). Der verzeiht ihm aber lediglich unter der Bedingung, dass er sich der Armee anschließt. Figaro gibt Cherubino gute Ratschläge mit (Nr. 10. Arie Figaros: „Non più andrai, farfallone amoroso“).

### Zweiter Akt
Ein prächtiges Zimmer mit einem Alkoven, links im Hintergrund eine Tür zu den Zimmern der Bedienten, an der Seite ein Fenster
Szene 1–3. Die Gräfin beklagt die Untreue des Grafen (Nr. 11. Cavatine der Gräfin: „Porgi, amor, qualche ristoro“). Susanna erzählt ihr von den Annäherungsversuchen des Grafen. Figaro kommt hinzu und berichtet ihnen von Marcellinas Intrigen. Doch er hat einen Plan vorbereitet, um alles wieder zum Guten zu wenden: Um die Eifersucht des Grafen anzustacheln, hat er ihm durch Basilio die Nachricht zukommen lassen, dass die Gräfin sich am Abend mit einem Liebhaber treffen will. Im nächsten Schritt soll Susanna dem Grafen ein Rendezvous gewähren, zu dem dann aber der als Frau verkleidete Cherubino kommen wird. Die Gräfin soll die beiden ertappen und den Grafen dadurch zum Einlenken zwingen. Figaro geht, und die beiden Frauen lassen den Pagen herein. Susanna bittet ihn zunächst, ein selbstverfasstes Lied vorzutragen, das er ihr am Morgen gezeigt hatte (Nr. 12. Arietta Cherubinos: „Voi che sapete che cosa è amor“). Susanna nimmt Cherubino den Mantel ab. Sie fängt an ihn zu kämmen und bringt ihm bei, sich wie eine Frau zu verhalten (Nr. 13. Arie Susannas: „Venite… inginocchiatevi“). Danach entfernt sie sich mit seinem Mantel durch eine Hintertür, um ihr Kleid für Cherubino zu holen.
Szene 4–9. Der Graf kommt, und Cherubino flieht in den benachbarten Ankleideraum. Nachdem der eifersüchtige Graf daraus ein Geräusch gehört hat, will er nachsehen. Er glaubt den Beteuerungen der Gräfin nicht, dass sich Susanna darin befindet. Daher verlässt er mit der Gräfin das Zimmer, um Susannas eigene Tür sicherheitshalber abzuschließen und Werkzeuge zum Aufbrechen des Ankleideraums zu holen (Nr. 14. Terzett Graf/Gräfin/Susanna: „Susanna, or via, sortite“). Unterdessen schlüpft Susanna, die zuvor unbemerkt zurückgekommen war und sich im Alkoven versteckt hatte, in den Ankleideraum und befreit Cherubino daraus (Nr. 15. Duettino Susanna/Cherubino: „Aprite, presto, aprite!“). Er springt aus dem Fenster in den Garten. Graf und Gräfin kommen zurück. Der erzürnte Graf glaubt, Cherubino habe sich versteckt. Er findet aber zu seinem Erstaunen nur Susanna vor (Nr. 16. Finale: „Esci, ormai, garzon malnato!“).
Szene 10–11. Figaro befürchtet, dass der Graf Susanna mit seinen Zudringlichkeiten belästigen könnte. Er versucht, ihn durch einen anonymen Brief vom Erscheinen auf seiner Hochzeit abzuhalten. Doch von der Gräfin befragt, gesteht Figaro, selbst der Verfasser des Briefs zu sein. Der Gärtner Antonio, Susannas Onkel und zugleich Barbarinas Vater, bringt ebenfalls einen Brief. Er sagt, der sei von einem Mann fallen gelassen worden, der aus dem Fenster gesprungen sei. Um Cherubino zu schützen, erklärt Figaro, selbst bei Susanna gewesen zu sein. Das Dokument erweist sich jedoch als Cherubinos Offizierspatent. Figaro steckt in der Klemme. Doch er redet sich heraus, indem er behauptet, das Dokument erhalten zu haben, damit der Graf sein noch fehlendes Siegel anbringen könne.
Szene 12. Marcellina, Bartolo und Basilio treten auf, und Marcellina bringt ihre Klage gegen Figaro vor. Die Hochzeit wird verschoben, damit der Graf den Vorwurf untersuchen kann. Dieses Finale endet mit einem Ensemblesatz, an dem sieben Personen beteiligt sind. Zur selben Zeit erklingen „Che bel colpo“ (Marcellina, Basilio, Bartolo, Graf) und „Son confusa“ (Susanna, Gräfin, Figaro).

### Dritter Akt
Ein prachtvoller, zur Hochzeitsfeier geschmückter Saal mit zwei Thronen
Szene 1–4. Der Graf ist aufgrund der vorangegangenen Ereignisse verwirrt. Susanna stimmt wie zuvor abgesprochen zu, sich mit ihm im Garten zu treffen – hat aber zuvor mit der Gräfin vereinbart, dass nicht Cherubino, sondern diese selbst verkleidet an ihrer Stelle kommen wird (Nr. 17. Duettino Graf/Susanna: „Crudel! Perché finora farmi languir così?“). Susanna flüstert Figaro zu, dass der Erfolg nun sicher und sein Rechtsstreit gewonnen sei. Der Graf wähnt sich von Susanna und Figaro hintergangen. Er steigert sich in Rachefantasien gegen seinen Diener (Nr. 18. Arie des Grafen: „Vedrò, mentr’io sospiro“).
Szene 5–6. Es stellt sich heraus, dass Figaro Rafaello ist, der einst von Räubern entführte uneheliche Sohn von Marcellina und Bartolo. Daher kann er die Haushälterin gar nicht heiraten (Nr. 19. Sextett: „Riconosci in questo amplesso“).
Szene 7. Barbarina überredet Cherubino, als Mädchen verkleidet mit ihr ins Schloss zu kommen, um der Gräfin zusammen mit den anderen Mädchen Blumen zu überreichen.
Szene 8. Während die Gräfin auf Susanna wartet, klagt sie über ihr verlorenes Glück mit ihrem Mann. Doch bekennt sie sich zu ihrer Liebe zu ihm (Nr. 20. Rezitativ und Arie der Gräfin: „E Susanna non vien!“ / „Dove sono i bei momenti“).
Szene 9. Antonio verrät dem Grafen, dass Cherubino nicht abgereist ist, sondern sich in Frauenkleidern im Schloss aufhält.
Szene 10–12. Susanna erzählt der Gräfin von ihrer Verabredung mit dem Grafen im Garten. Die Gräfin diktiert einen Liebesbrief, den Susanna dem Grafen zustecken soll. Der Graf soll die Nadel zurücksenden, die den Brief zusammenhält, um den Empfang zu bestätigen (Nr. 21. Duettino Gräfin/Susanna: „Che soave zeffiretto“). Ein Chor junger Bauernmädchen, unter ihnen der verkleidete Cherubino, bringt der Gräfin ein Ständchen (Nr. 22. Chor: „Ricevete, o padroncina“). Der Graf und Antonio kommen hinzu. Antonio entdeckt unter den Bauernmädchen den früheren Pagen. Graf Almaviva braust auf. Barbarina besänftigt ihn mit ihrer Bitte, Cherubino heiraten zu dürfen.
Szene 13–14. Figaro erinnert den Grafen daran, dass es Zeit für den Hochzeitstanz ist. Dass Cherubino inzwischen zugegeben hat, aus dem Fenster gesprungen zu sein, hat nun keine Bedeutung mehr. Figaro lässt die Hochzeitsgäste einmarschieren (Nr. 23. Finale: „Ecco la marcia, andiamo“). Man tanzt. Susanna überreicht dem Grafen ihren Brief. Der sticht sich mit der Nadel in den Finger, begreift aber schnell und lädt alle zum abendlichen Fest. Die Gäste danken ihm (Chor: „Amanti costanti, seguaci d’onor“).

### Vierter Akt
Garten. Links und rechts ein Pavillon. Nacht
Szene 1–4. Den Anweisungen im Brief folgend, hat der Graf Barbarina mit der Nadel zu Susanna geschickt. Doch Barbarina hat die Nadel verloren (Nr. 24. Cavatine Barbarinas: „L’ho perduta… me meschina“). Figaro erfährt von Barbarina die Bedeutung der Nadel. Er wird eifersüchtig, erzählt seiner Mutter davon und schwört Rache. Marcellina glaubt nicht an Susannas Untreue (Nr. 25. Arie Marcellinas: „Il capro e la capretta“). Sie beschließt, sie zu warnen.
Szene 5. Barbarina kommt in Erwartung eines Stelldicheins mit Cherubino. Sie verschwindet im linken Pavillon.
Szene 6–8. Figaro hat Bartolo und Basilio überredet, mit ihm in den Garten zu kommen, um Susanna zu beobachten. Er entfernt sich kurz, um weitere Vorbereitungen zu treffen. Unterdessen erläutert Basilio Bartolo seine Ansichten über die Vernunft (Nr. 26. Arie Basilios: „In quegli anni in cui val poco“). Beide gehen. Figaro kehrt zurück und denkt über die Treulosigkeit der Frauen nach (Nr. 27. Rezitativ und Arie Figaros: „Tutto è disposto“ – „Aprite un po’ quegli occhi“).
Szene 9–10. Die Gräfin und Susanna kommen verschleiert in den Garten, kurz darauf auch Marcellina, die darauf hinweist, dass sie von Figaro beobachtet werden. Marcellina tritt in den linken Pavillon, in dem sich bereits Barbarina befindet. Susanna versteckt sich, um das gestellte Rendezvous mit dem Grafen zu belauschen. In ihrer Arie besingt sie die Ungeduld, in der sie auf ihren Geliebten wartet (Nr. 28. Rezitativ und Arie Susannas: „Giunse alfin il momento“ – „Deh vieni non tardar, oh gioia bella“). Figaro glaubt, sie meint den Grafen.
Szene 11–12. Die Gräfin erscheint in Susannas Kleidung. Cherubino hält sie für Susanna und versucht, sie zu küssen (Nr. 29. Finale: „Pian pianin le andrò più presso“). Der Graf tritt dazwischen, so dass Cherubino versehentlich ihn anstelle der Gräfin küsst. Im Gegenzug schlägt der Graf nach Cherubino, trifft aber ungewollt den lauschenden Figaro. Cherubino und Figaro ziehen sich zurück. Der Graf trifft auf die vermeintliche Susanna und steckt ihr einen Ring an den Finger. Beobachtet von Figaro und der echten Susanna lädt die verkleidete Gräfin den Grafen in den rechten Pavillon. Figaro glaubt bereits, seine Braut in flagranti mit dem Grafen erwischen zu können. Da tritt die echte Susanna in den Kleidern der Gräfin auf. Figaro berichtet ihr von den Absichten des Grafen gegenüber seiner Braut, erkennt sie dann aber an der Stimme. Er spielt die Komödie mit, indem er ihr als Gräfin Ehre erweist. Er bekommt erneut eine Ohrfeige, nun von Susanna. Figaro und Susanna als Gräfin schließen Frieden, und er spielt weiterhin seine Rolle. Als der Graf erscheint, erklärt er der vermeintlichen Gräfin seine Liebe und sinkt vor ihr auf die Knie. Der Graf ruft nach Waffen und seinen Leuten. Lichter werden angezündet, und ein allgemeines Wiedererkennen löst die Verwirrung des Grafen ab. Er bringt eine Entschuldigung vor. Die Gräfin verzeiht ihm. Ebenso wie das Finale des zweiten Akts endet auch das Finale des vierten Akts mit einem Ensemblegesang, diesmal von allen Personen: „Ah! Tutti contenti“ (Graf, Gräfin, Figaro, Susanna, Curzio, Basilio, Antonio, Bartolo, Marcellina, Cherubino, Barbarina).

## Gestaltung

### Musiknummern
Die folgende Liste der Musiknummern verwendet die Zählung der Neuen Mozart-Ausgabe. Darin wird die Wiederholung des Chors Nr. 8 im Gegensatz zu älteren Ausgaben als eigenständige Nr. 9 geführt. Die nachfolgenden Nummern verschieben sich daher im Vergleich zu anderen Ausgaben um eins. Die deutschen Textanfänge stammen aus der Übersetzung von Adolph Knigge (Arien) und dessen Tochter Philippine von Reden (Dialoge) in der Fassung des 1796 in Bonn erschienenen Klavierauszugs von Christian Gottlob Neefe.
Die insgesamt 28 musikalischen Nummern (die Wiederholung von Chor Nr. 8 nicht mitgerechnet) sind durch Secco-Rezitative miteinander verbunden. Dabei stehen 14 Arien ebenso vielen Ensemble-Nummern gegenüber.
- Sinfonia

Erster Akt
- Nr. 1. Duettino (Figaro, Susanna): „Cinque… dieci… venti… trenta…“ – „Fünfe, Zehne, Zwanzig, Dreisig“ (Szene 1)
- Nr. 2. Duettino (Figaro, Susanna): „Se a caso madama la notte ti chiama“ – „Sollt einstens die Gräfinn zur Nachtzeit dir schellen“ (Szene 1)
- Nr. 3. Cavatine (Figaro): „Se vuol ballare Signor Contino“ – „Will einst das Gräflein ein Tänzchen wagen“ (Szene 2)
- Nr. 4. Arie (Bartolo): „La vendetta, oh, la vendetta“ – „Süsse Rache, o süsse Rache! Du gewährest hohe Freuden“ (Szene 3)
- Nr. 5. Duettino (Marcellina, Susanna): „Via, resti servita, Madama brillante“ – „Nur vorwärts, ich bitte, Sie Muster von Schönheit“ (Szene 4)
- Nr. 6. Arie (Cherubino): „Non so più cosa son, cosa faccio“ – „Neue Freuden. Neue Schmerzen“ (Szene 5)
- Nr. 7. Terzett (Graf, Basilio, Susanna): „Cosa sento! Tosto andate“ – „Wie? Was hör ich! Unverzüglich geh“ (Szene 7)
- Nr. 8 und Nr. 9. Chor: „Giovani liete, fiori spargete“ – „Muntere Jugend! streue ihm Blumen!“ (Szene 8)
- Nr. 10. Arie (Figaro): „Non più andrai, farfallone amoroso“ – „Dort vergiss leises Flehen, süsses Wimmern“ (Szene 8)

Zweiter Akt
- Nr. 11. Cavatine (Gräfin): „Porgi, amor, qualche ristoro“ – „Heilge Quelle reiner Triebe“ (Szene 1)
- Nr. 12. Arietta (Cherubino): „Voi che sapete che cosa è amor“ – „Ihr, die ihr Triebe des Herzens kennt“ (Szene 3)
- Nr. 13. Arie (Susanna): „Venite… inginocchiatevi“ – „Komm näher, kniee hin vor mir“ (Szene 3)
- Nr. 14. Terzett (Graf, Gräfin, Susanna): „Susanna, or via, sortite“ – „Nun, nun! wird’s bald geschehen? Susanne, komm heraus!“ (Szene 6)
- Nr. 15. Duettino (Susanna, Cherubino): „Aprite, presto, aprite!“ – „Geschwind die Thür geöfnet!“ (Szene 7)
- Nr. 16. Finale: „Esci, ormai, garzon malnato!“ – „Komm heraus, verworfner Knabe!“ (Szene 8)

Dritter Akt
- Nr. 17. Duettino (Graf, Susanna): „Crudel! Perché finora farmi languir così?“ – „So lang hab ich geschmachtet“ (Szene 2)
- Nr. 18. Rezitativ und Arie (Graf): „Hai già vinta la causa!“ – „Der Prozes schon gewonnen?“
  - „Vedrò, mentr’io sospiro“ – „Ich soll ein Glück entbehren“ (Szene 4)
- Nr. 19. Sextett: „Riconosci in questo amplesso“ – „Lass mein liebes Kind dich nennen!“ (Szene 5)
- Nr. 20. Rezitativ und Arie (Gräfin): „E Susanna non vien!“ – „Und Susanne kommt nicht?“
  - „Dove sono i bei momenti“ – „Nur zu flüchtig bist du verschwunden“ (Szene 8)
- Nr. 21. Duettino (Gräfin, Susanna): „Che soave zeffiretto“ – „Wenn die sanften Abendlüfte“ (Szene 10)
- Nr. 22. Chor: „Ricevete, o padroncina“ – „Gnädge Gräfinn, diese Rosen“ (Szene 11)
- Nr. 23. Finale: „Ecco la marcia… andiamo“ – „Lasst uns marschiren! In Ordnung!“ (Szene 13)
  - Chor: „Amanti costanti, seguaci d’onor“ – „Ihr treuen Geliebten, mit Kränzen geschmückt“ (Szene 14)

Vierter Akt
- Nr. 24. Cavatine (Barbarina): „L’ho perduta… me meschina!“ – „Unglückseelge, kleine Nadel“ (Szene 1)
- Nr. 25. Arie (Marcellina): „Il capro e la capretta“ – „Es knüpfen auf den Fluren“ (Szene 4)
- Nr. 26. Arie (Basilio): „In quegli anni in cui val poco“ – „In den Jahren, wo die Stimme“ (Szene 7)
- Nr. 27. Rezitativ und Arie (Figaro): „Tutto è disposto“ – „Alles ist richtig“
  - „Aprite un po’ quegli occhi“ – „Ach! öfnet eure Augen“ (Szene 8)
- Nr. 28. Rezitativ und Arie (Susanna): „Giunse alfin il momento“ – „Endlich naht sich die Stunde“
  - „Deh vieni non tardar, o gioia bella“ – „O säume länger nicht, geliebte Seele!“ (Szene 10)
- Nr. 29. Finale: „Pian pianin le andrò più presso“ – „Still! nur still! ich will mich nähern“ (Szene 11)

### Instrumentation
Nach der Neuen Mozart-Ausgabe sieht das Orchester die folgenden Instrumente vor:
- Holzbläser: zwei Flöten, zwei Oboen, zwei Klarinetten, zwei Fagotte
- Blechbläser: zwei Hörner, zwei Trompeten („Clarini“)
- Pauken
- Streicher
- Basso continuo

### Musik
Le nozze di Figaro wird trotz der verwickelten Handlung im Allgemeinen als die gelungenste und unproblematischste der großen Opern Mozarts angesehen. Es handelt sich um seine erste Opera buffa seit der mehr als zehn Jahre früher entstandenen La finta giardiniera. Seit seiner letzten vollendeten abendfüllenden Oper, Die Entführung aus dem Serail, waren vier Jahre vergangen. In dieser Zeit hatte Mozart sein Können durch bahnbrechende Kompositionen vor allem auf dem Gebiet des Klavierkonzerts und des Streichquartetts zur Meisterschaft geführt.
Im Vergleich zu den Opere buffe der vorausgegangenen Jahre ist ein gewaltiger Fortschritt zu beobachten. Die meisten der originell gezeichneten Charaktere sind handlungstragend. Das Geschehen wird hier nicht nur wie bisher üblich in den Rezitativen vorangetragen, sondern auch in den Musiknummern. Auch die Charakterisierung der Personen erfolgt wesentlich in den Arien und Ensemblesätzen. Im Gegensatz zur herkömmlichen Buffa-Oper mit ihren Absurditäten ist der Figaro jedoch – aufgrund der von Beaumarchais übernommenen komplex verflochtenen Handlung – durch einen „provozierenden Realismus“ gekennzeichnet.:70f Mozart und Da Ponte verarbeiten die politischen Spannungen und Intrigen der Theatervorlage als individuelle „Beziehungen zwischen handelnden Menschen“, „versinnlichen“ und „emotionalisieren“ sie.:310
Ludwig Finscher wies in Pipers Enzyklopädie des Musiktheaters darauf hin, dass der Orchester- und Ensemblesatz hier zu einer bislang unerreichten Höhe gereift sei und möglicherweise auch später nie übertroffen wurde.:310 Auffällig ist zudem die Häufung der Duette, die hier durchgehend als „Duettino“ bezeichnet sind – vermutlich weil die Dienerin Susanna an allen sechs von ihnen beteiligt ist. Ein Liebesduett im herkömmlichen Sinn fehlt jedoch. Dadurch vermieden die Autoren, dass das Dienerpaar Figaro/Susanna unstandesgemäß die Funktion des ersten Liebespaares übernahm.:76
Die Sinfonia (Ouvertüre) sollte zunächst drei Sätze umfassen. Ursprünglich skizzierte Mozart nach Takt 134 des ersten Satzes eine dreitaktige Kadenz mit Halbschluss. Daran schloss er ein Andante con moto in d-Moll, im Charakter eines Siciliano, an, von dem der erste Takt erhalten geblieben ist. Die Herausgeber der Oper im Rahmen der Neuen Mozart-Ausgabe vermuten eine Gesamtlänge des zweiten Satzes von 16 Takten. Die beiden verbleibenden Ecksätze verband Mozart mit einer dreitaktigen Überleitungsfigur der Streicher zu einem einzigen Satz.

## Werkgeschichte

### Entstehung

Tafel, Schulerstraße 8, Wien-Innere Stadt, in welchem das Werk entstand

Das Libretto der Oper stammt von Lorenzo Da Ponte und basiert auf der Komödie La Folle Journée ou le Mariage de Figaro (Der tolle Tag oder Die Hochzeit des Figaro) von Pierre Augustin Caron de Beaumarchais aus dem Jahr 1778. Der Satiriker Johann Rautenstrauch erstellte Anfang 1785 eine deutsche Übersetzung, die am 3. Februar 1785 von der Theatertruppe Emanuel Schikaneders und Hubert Kumpfs im Wiener Theater am Kärntnertor aufgeführt werden sollte.:306 Das skandalträchtige Stück provozierte Probleme mit der Zensur. Die Privilegien des Adels wurden offen kritisiert, die Unmoral des Grafen drastisch ausgemalt, der durch die Diener Figaro und Susanna repräsentierte dritte Stand dagegen aufgewertet.:585 Die Zensur verbot die geplante Aufführung, gab das Stück aber immerhin für den Druck frei. Am 28. Februar, 1. und 2. März veröffentlichte das Wienerblättchen Ausschnitte daraus, und kurze Zeit später erschienen der vollständige Text sowie eine weitere Übersetzung von anonymer Hand.:306
Ludwig Finscher wies im Vorwort zu seiner Notenedition im Rahmen der Neuen Mozart-Ausgabe 1973 darauf hin, dass die Entstehung der Oper nicht mehr zuverlässig rekonstruierbar sei, da die wesentlichen Quellen verloren oder nicht zugänglich seien. Das Autograph des dritten und vierten Akts sei seit 1945 verschollen, und auch Mozarts Briefe aus der Entstehungszeit seien nicht erhalten. Verfügbar seien vor allem die Briefe Leopold Mozarts an seine Tochter sowie die Memoiren des Librettisten Lorenzo Da Ponte und des Sängers Michael Kelly, der bei der Uraufführung den Basilio und den Don Curzio gestaltete, die sich aber als unzuverlässig erwiesen hätten. Die Quellenlage hat sich allerdings seitdem gravierend verbessert. Die Partituren der beiden letzten Akte wurden während des Zweiten Weltkriegs nach Schlesien verbracht. Sie können seit 1979/1980 in der Jagiellonischen Bibliothek Krakau eingesehen werden. Außerdem wurde das Direktionsexemplar dieser beiden Akte in den aus dem Wiener Kärnthnerthor-Theater übernommenen Beständen der Österreichischen Nationalbibliothek identifiziert.
Den Lebenserinnerungen Da Pontes zufolge stammt die Idee zur Vertonung des Figaro von Mozart selbst. Trotz der komplizierten Handlung ist das Stück bühnenwirksam. Es bot sich als Fortsetzung von Giovanni Paisiellos Oper Il barbiere di Siviglia für eine Aufführung in Wien an. Da Ponte schrieb, dass er persönlich bei Kaiser Joseph II. dafür sorgte, dass die Oper im Gegensatz zur Theatervorlage aufgeführt werden konnte, „indem es ihm gelungen sei, den Kaiser zur Anhörung einiger Probenummern mit Mozart am Klavier zu bestimmen.“ „Dem Kaiser jedoch paßte die Tendenz dieses Werkes durchaus in seine Pläne, und sein Befehl, die Oper in Wien aufzuführen, bedeutete kein Zugeständnis […]“ „Die Aufhebung adliger Privilegien und die Gleichstellung aller Untertanen waren wesentlicher Bestandteil der josephinischen Innenpolitik.“ Auch Einwände des Hoftheater-Intendanten Franz Xaver Wolfgang von Orsini-Rosenberg und seines Günstlings Giambattista Casti konnten schließlich überwunden werden.:306 Im Vergleich zur Vorlage milderte Da Ponte viele für die Zensur bedenkliche Stellen ab und ließ einige Details fort, die in Wien kaum verstanden worden wären. Die politischen Spannungen ließ er dagegen weitgehend unverändert. Die Sprache ist weniger rhetorisch, andererseits emotionaler und sinnlicher, die Handlung leichter nachvollziehbar als bei Beaumarchais.:310 „[…] Das Stück [stellte] ein absolutes Novum auf der Opernbühne [dar], ein realistisches, allein an der gesellschaftlichen Wirklichkeit orientiertes Musikdrama, ohne den Filter irgendwelcher überlieferter Gattungsmerkmale, ohne Rücksicht auf die Regeln über die Darstellung ‚hoher‘ und ‚niederer‘ Personen auf der Bühne […]“ resümiert der Musikwissenschaftler Volkmar Braunbehrens.
Da Ponte bemerkt, dass das Stück innerhalb von sechs Wochen fertiggestellt wurde. Diese Angaben beziehen sich vermutlich auf einen Zeitraum zwischen Mitte Oktober und November 1785 und beinhalten nicht die Instrumentation. Mozart schrieb zuerst die geschlossenen Musiknummern nach inhaltlichen Aspekten gruppiert, anschließend die Rezitative und als letztes die Sinfonia (Ouvertüre). Erst am 29. April 1786 trug er die Oper in sein persönliches Werkverzeichnis ein.:306 Mozarts Honorar betrug 450 Gulden. Da Ponte erhielt 200 Gulden.:311

### Uraufführung
Die Uraufführung fand am 1. Mai 1786 durch die Wiener Hofoper im Burgtheater am Michaelerplatz statt.:306 Hierfür wurden die besten damals in Wien verfügbaren Sänger engagiert: Stefano Mandini (Graf Almaviva), Luigia Laschi-Mombelli (Gräfin Almaviva), Nancy Storace (Susanna), Francesco Benucci (Figaro), Dorothea Bussani (Cherubino), Maria Mandini (Marcellina), Francesco Bussani (Bartolo und Antonio), Michael Kelly (Basilio und Don Curzio) und die erst zwölfjährige Anna Gottlieb (Barbarina). Mozart selbst leitete die Uraufführung und die Folgeaufführung zwei Tage später vom Cembalo aus. Die weiteren Aufführungen standen unter der Leitung von Joseph Weigl.:311
Der Wiener Realzeitung vom 11. Juli zufolge gelangen die späteren Aufführungen deutlich besser als die Premiere, die „nicht am besten von statten gieng, […] weil die Komposition sehr schwer ist.“ Dennoch waren die frühen Aufführungen so erfolgreich, dass aufgrund der vielen verlangten Wiederholungen der Kaiser eingreifen musste: Um die Vorstellungen nicht endlos auszudehnen, durften nach dem 9. Mai keine Ensemblesätze mehr wiederholt werden. Offenbar gab es auch eine Gruppe von Gegnern, die u. a. in Publikationen verkündete, dass die Oper nicht gefallen habe. Schon bald jedoch verlor das Publikum das Interesse. Nach dem sensationellen Erfolg von Martín y Solers Una cosa rara ab dem 17. November 1786 wurde Le nozze di Figaro nur noch ein einziges Mal gespielt.:311 1786 gab es insgesamt lediglich neun Aufführungen.

### Rezeption
Einen Triumph feierte Mozart mit dem Figaro in der Saison 1786/87 in Prag, wo dieser Erfolg Anlass für den Kompositionsauftrag zum Don Giovanni war. Bis tief ins 19. Jahrhundert war die Oper jedoch insgesamt weit weniger erfolgreich als Mozarts Zauberflöte, der Don Giovanni oder auch La clemenza di Tito. Besonders in Italien fand sie kaum Anklang. Im deutschsprachigen Raum verbreiteten sich Übersetzungen mit gesprochenen Dialogen anstelle der Rezitative, die auch gerne von Wandertruppen gespielt wurden.:312 Die deutsche Erstaufführung fand in dieser Form am 23. September 1787 in Donaueschingen statt, wobei die regierende Fürstin Maria Antonia selbst die Rolle der Susanna sang.:572 Erst mit der 1895 von Hermann Levi erstellten neuen deutschen Fassung konnte sich die ursprüngliche Gestalt der Oper mit Rezitativen wieder durchsetzen. Wahrscheinlich gibt es von Le nozze di Figaro mehr deutsche Übersetzungen als von jeder anderen Oper.:312
Am 29. August 1789 hatte im Burgtheater eine überarbeitete Fassung der Oper Premiere,:306 für die Mozart aufgrund einer Umbesetzung der Rolle der Susanna (jetzt Adriana Ferrarese del Bene) und des Grafen (wahrscheinlich Francesco Albertarelli) einige Änderungen vornahm, die aber nicht musikdramatisch bedingt sind, sondern dem Wunsch der jeweiligen Sänger nach dankbareren Vortragsstücken folgten. Mozart und Da Ponte ersetzten beide Arien der Susanna durch Neukompositionen: An die Stelle des „Venite… inginocchiatevi“ (Nr. 13) trat die Ariette „Un moto di gioia“ (KV 579). Ihre Arie „Deh vieni non tardar“ (in Nr. 28) wurde ausgetauscht gegen die große konzertante Arie „Al desio di chi t’adora“ (KV 577). Zudem wurde der Gesangspart der Arie des Grafen im dritten Akt „Vedrò, mentr’io sospiro“ (in Nr. 18) in eine höhere Lage versetzt. Ob diese letzte Änderung von Mozart selbst stammt, ist nicht ganz sicher. Möglicherweise nahm sie ein unbekannter Mitarbeiter oder der neue Sänger selbst vor.:311f Schließlich wurden in der Arie der Gräfin im dritten Akt „Dove sono i bei momenti“ (in Nr. 20) an zwei Stellen mehrere Takte neu komponiert. Diese Varianten sind in mehreren Kopien der Partitur überliefert. Diese Wiederaufnahme war sehr erfolgreich und erlebte 26 Aufführungen.
Der Erstdruck wurde 1790 durch den Musikverlag des Impresarios Heinrich Philipp Bossler getätigt.
Kontinuierliche Aufführungstraditionen gab es bis zur Mitte des 19. Jahrhunderts vorwiegend an der Wiener Hofoper, wo die Oper 1798, 1814, 1818, 1829 und 1870 neu inszeniert wurde, und am Pariser Théâtre-Italien. Dort hielt sie sich von 1807 bis 1840 im Repertoire. Eine Dialogfassung in französischer Sprache von François Castil-Blaze wurde ab 1818 in Nîmes, Nantes, Brüssel, Gent, Lilles, Antwerpen und schließlich 1826 im Pariser Théâtre de l’Odéon aufgeführt. Für Aufführungen am Pariser Théâtre-Lyrique 1858 erstellten Jules Barbier und Michel Carré eine neue Übersetzung, die 1872 auch von der Opéra-Comique übernommen wurde.:312
Bedeutende Inszenierungen im 20. Jahrhundert waren::313
- 1906 – Hofoper Wien. Inszenierung und Dirigent: Gustav Mahler, Ausstattung: Alfred Roller
- 1910 – His Majesty’s Theatre und Covent Garden London. Dirigent: Thomas Beecham
- 1920 – Old Vic Theatre London. Englische Übersetzung von Edward Dent. Regie: Clive Carey, Dirigent: Charles Corri
- 1931 – Krolloper Berlin. Inszenierung: Gustaf Gründgens, Bühnenbild: Teo Otto, Dirigent: Otto Klemperer
- 1934 – Glyndebourne Festival in italienischer Sprache. Regie: Carl Ebert, Dirigent: Fritz Busch
- 1952 – Aix-en-Provence. Regie: Maurice Sarrazin, Ausstattung: Antoni Clavé, Dirigent: Hans Rosbaud
- 1964 – Rom. Inszenierung: Luchino Visconti, Dirigent: Carlo Maria Giulini
- 1973 – Pariser Oper. Inszenierung: Giorgio Strehler, Dirigent: Georg Solti

Eine der wichtigen Aufführungstraditionen begründeten ab 1922 die Salzburger Festspiele, die meist mit der Wiener Staatsoper oder (nach dem Zweiten Weltkrieg) mit der Mailänder Scala zusammenarbeiteten.:313 Hier sind besonders die Produktionen von 1948 (Regie: Oscar Fritz Schuh, Dirigent: Herbert von Karajan), 1995 (Regie: Luc Bondy, Dirigent: Nikolaus Harnoncourt) und 2001 (Regie: Christoph Marthaler, Bühne: Anna Viebrock, Dirigent: Sylvain Cambreling) zu nennen.:576

## Filmografie
- 1949: Figaros Hochzeit
- 1975: Le nozze di Figaro mit Freni (Susanna), Te Kanawa (Gräfin), Fischer-Dieskau (Graf), Prey (Figaro), Montarsolo (Bartolo), Ewing (Cherubino), Ponnelle (Regie), Karl Böhm (Dirigent)[21]
- 1976: Die Hochzeit des Figaro (Theateraufzeichnung)

## Aufnahmen
Le nozze di Figaro ist vielfach auf Tonträger erschienen. Operadis nennt 163 Aufnahmen im Zeitraum von 1934 bis 2009. Daher werden im Folgenden nur die in Fachzeitschriften, Opernführern oder Ähnlichem besonders ausgezeichneten oder aus anderen Gründen nachvollziehbar erwähnenswerten Aufnahmen aufgeführt.
- 1934/1935 – Fritz Busch (Dirigent), Orchester und Chor des Glyndebourne Festival.
 Roy Henderson (Graf Almaviva), Aulikki Rautawaara (Gräfin Almaviva), Audrey Mildmay (Susanna), Willi Domgraf-Fassbaender (Figaro), Luise Helletsgruber (Cherubino), Constance Willis (Marcellina), Norman Allin/Italo Tajo (Bartolo), John Heddle Nash (Basilio), Morgan Jones (Don Curzio), Winifred Radford (Barbarina), Fergus Dunlop (Antonio).
 Erste bekannte Aufnahme; Studio-Aufnahme; gekürzt.
 Notes CD: PGP 21004, Grammofono 2000 CD: AB 78624/25, Pearl CD: GEMM 9230, Arkadia 2039 (3 CD), Arkadia 78015 (2 CD), Pearl GEMM CD 9375 (2 CD), Legend LGD 132 (2 CD), AS Disk 1007 (2 CD), Cantus Classics 500196 (2 CD).[23]:11423
- 1955 – Erich Kleiber (Dirigent), Wiener Philharmoniker, Chor der Wiener Staatsoper.
 Alfred Poell (Graf Almaviva), Lisa della Casa (Gräfin Almaviva), Hilde Güden (Susanna), Cesare Siepi (Figaro), Suzanne Danco (Cherubino), Hilde Rössel-Majdan (Marcellina), Fernando Corena (Bartolo), Murray Dickie (Basilio), Hugo Meyer-Welfing (Don Curzio), Anny Felbermayer (Barbarina), Harald Pröglhöf (Antonio).
 Studio-Aufnahme; Opernwelt-CD-Tipp: „Referenz-Aufnahme“;[11] Gramophone-Empfehlung: „The Historic Choice“;[24] Nr. 14 leicht gekürzt.
 DECCA MC: 444 878 4, DECCA CD: 417 315-2 (3 CD), Documents 222932-370 (3 CD), Cantus Classics 500791 (2 CD).[23]:11456
- November 1959 – Carlo Maria Giulini (Dirigent), Philharmonia Orchestra und Philharmonia Chorus London.
 Eberhard Waechter (Graf Almaviva), Elisabeth Schwarzkopf (Gräfin Almaviva), Anna Moffo (Susanna), Giuseppe Taddei (Figaro), Fiorenza Cossotto (Cherubino), Dora Gatta (Marcellina), Ivo Vinco (Bartolo), Renato Ercolani (Basilio und Don Curzio), Elisabetta Fusco (Barbarina), Piero Cappuccilli (Antonio).
 Studio-Aufnahme; gekürzt; Opernwelt-CD-Tipp: „künstlerisch wertvoll“.[11]
 EMI CD: 7 63266 2 (3 CD), EMI CD: 5 66049 2 (3 CD).[23]:11466
- 9. Juni 1962 – Silvio Varviso (Dirigent), Royal Philharmonic Orchestra, The Glyndebourne Chorus.
 Gabriel Bacquier (Graf Almaviva), Leyla Gencer (Gräfin Almaviva), Mirella Freni (Susanna), Heinz Blankenburg (Figaro), Edith Mathis (Cherubino), Johanna Peters (Marcellina), Carlo Cava (Bartolo), Hugues Cuénod (Basilio), John Kentish (Don Curzio), Maria Zeri (Barbarina), Derick Davies (Antonio).
 Live vom Glyndebourne Festival; Gramophone-Empfehlung: „The ‚Live‘ Choice“.[24]
 Glyndebourne GFOCD001-62.[25][26]
- März 1968 – Karl Böhm (Dirigent), Orchester und Chor der Deutschen Oper Berlin.
 Dietrich Fischer-Dieskau (Graf Almaviva), Gundula Janowitz (Gräfin Almaviva), Edith Mathis (Susanna), Hermann Prey (Figaro), Tatiana Troyanos (Cherubino), Patricia Johnson (Marcellina), Peter Lagger (Bartolo), Erwin Wohlfahrt (Basilio), Martin Vantin (Don Curzio), Barbara Vogel (Barbarina), Klaus Hirte (Antonio).
 Studio-Aufnahme; vollständig; Gramophone-Empfehlung: „The Karl Böhm Choice“.[24]
 DG CD: 429 869 2 (3 CD), DG 449 728GOR3.[23]:11490
- 1981 – Georg Solti (Dirigent), London Philharmonic Orchestra, London Opera Chorus.
 Thomas Allen (Graf Almaviva), Kiri Te Kanawa (Gräfin Almaviva), Lucia Popp (Susanna), Samuel Ramey (Figaro), Frederica von Stade (Cherubino), Jane Berbié (Marcellina), Kurt Moll (Bartolo), Robert Tear (Basilio), Philip Langridge (Don Curzio), Yvonne Kenny (Barbarina), Giorgio Tadeo (Antonio).
 Studio-Aufnahme; vollständig; Opernwelt-CD-Tipp: „künstlerisch wertvoll“;[11] Grammy Award 1984: „Beste Opernaufnahme“.
 DECCA CD: 410 150-2.[23]:11516
- 1993 – John Eliot Gardiner (Dirigent), English Baroque Soloists, Monteverdi Choir.
 Rod Gilfry (Graf Almaviva), Hillevi Martinpelto (Gräfin Almaviva), Alison Hagley (Susanna), Bryn Terfel (Figaro), Pamela Helen Stephen (Cherubino), Susan McCulloch (Marcellina), Carlos Feller (Bartolo), Francis Egerton (Basilio und Don Curzio), Constanze Backes (Barbarina), Julian Clarkson (Antonio).
 Live; konzertant aus London; vollständig; Opernwelt-CD-Tipp: „Live-Aufnahme“.[11]
 Archiv CD: 439 871 2.[23]:11553
- Mai 1994 – Bernard Haitink (Dirigent), Stephen Medcalf (Inszenierung), London Philharmonic Orchestra, Chor des Glyndebourne Festival.
 Andreas Schmidt (Graf Almaviva), Renée Fleming (Gräfin Almaviva), Alison Hagley (Susanna), Gerald Finley (Figaro), Marie-Ange Todorovitch (Cherubino), Wendy Hillhouse (Marcellina), Manfred Röhrl (Bartolo), Robert Tear (Basilio), John Graham-Hall (Don Curzio), Susan Gritton (Barbarina), Donald Adams (Antonio).
 Video; live aus Glyndebourne; Gramophone-Empfehlung: „The Top Choice“.[24]
 NVC Arts VI: 0630 14013 3, Warner Vision 0630 14013-3 (1 VHS).[23]:11562
- April 2003 – René Jacobs (Dirigent), Concerto Köln, Collegium Vocale Gent.
 Simon Keenlyside (Graf Almaviva), Véronique Gens (Gräfin Almaviva), Patricia Ciofi (Susanna), Lorenzo Regazzo (Figaro), Angelika Kirchschlager (Cherubino), Marie McLaughlin (Marcellina), Antonio Abete (Bartolo und Antonio), Kobie van Rensburg (Basilio und Don Curzio), Nuria Rial (Barbarina).
 Studio-Aufnahme; vollständig; HIP-Aufnahme; Grammy Award 2005: „Beste Opernaufnahme“.
 Harmonia Mundi HMC 901818.20 (3 CD).[23]:11589
- 2006 – Nikolaus Harnoncourt (Dirigent), Claus Guth (Inszenierung), Wiener Philharmoniker, Konzertvereinigung Wiener Staatsopernchor.
 Bo Skovhus (Graf Almaviva), Dorothea Röschmann (Gräfin Almaviva), Anna Netrebko (Susanna), Ildebrando D’Arcangelo (Figaro), Christine Schäfer (Cherubino), Marie McLaughlin (Marcellina), Franz-Josef Selig (Bartolo), Patrick Henckens (Basilio), Oliver Ringelhahn (Don Curzio), Eva Liebau (Barbarina), Florian Boesch (Antonio).
 Video; live von den Salzburger Festspielen; Rezitative teilweise gekürzt; ECHO Klassik 2008: „Klassik-Musik-Video / Musik-DVD / Blu-Ray-Produktion des Jahres – Oper“.
 DGG/Decca 073 4221 (33 DVD), DGG 073 4245 (2 DVD).[23]:11606
- 2013 – Teodor Currentzis (Dirigent), MusicAeterna.
 Andrei Bondarenko (Graf Almaviva), Simone Kermes (Gräfin Almaviva), Fanie Antonelou (Susanna), Christian Van Horn (Figaro), Mary-Ellen Nesi (Cherubino), Maria Forsström (Marcellina), Nikolai Loskutkin (Bartolo), Krystian Adam (Basilio), James Elliott (Don Curzio), Natalya Kirillova (Barbarina), Garry Agadzhanian (Antonio).
 ECHO Klassik 2014: „Operneinspielung des Jahres – Oper 17./18. Jahrhundert“.
 Sony Classical 88883 70926-2.[27]